# Yecheons flygbas
Yecheons flygbas är en militär flygplats i Yecheon-gun i Sydkorea. Den ligger i den centrala delen av landet, 160 km sydost om huvudstaden Seoul. Yechon Ab ligger 107 meter över havet.
Terrängen runt Yechon Ab är varierad. Runt Yechon Ab är det ganska tätbefolkat, med 78 invånare per kvadratkilometer. Närmaste större samhälle är Mungyeong, 14,4 km väster om Yechon Ab. I omgivningarna runt Yechon Ab växer i huvudsak blandskog.